# Anthony Morin
Anthony Morin (* 27. Juni 1974 in Saint-Brieuc) ist ein ehemaliger französischer Radrennfahrer.

## Sportliche Laufbahn
Morin war im Straßenradsport aktiv. Als Amateur startete er für die Vereine „CM Aubervilliers“ und „SC Sarreguemines“. Er gewann 1992 die Trophée Louison-Bobet und das Rennen Flèche Plédranaise, 1993 die Tour de la Porte Océane und den Grand Prix des Nations espoirs, 1995 das Einzelzeitfahren Chrono des Nations espoirs, den Grand Prix de Peymeinade und in der Ostschweizer Rundfahrt. Von 1996 bis 2003 war er Berufsfahrer. 1997 gewann er den Prix d’Amor sowie Etappen in der Tour de l’Avenir und im Circuito Montañés. 2004 gewann er eine Etappe in der Tour de Guadeloupe.
Fünfmal bestritt Morin die Tour de France. 1997 beendete er die Rundfahrt nicht. 1999 wurde er 105., 2000 90., 2001 107. und 2002 90.